# Nina Forssell
Nina Angelica Maria Elisabeth Forssell, född 28 december 1914 i Sankt Matteus församling, Stockholm, död 12 november 1996 i Täby församling, Stockholms län, var en svensk möbelarkitekt.
Forssell, som var dotter till direktör Jakob Forssell och Augusta Gottlieb, avlade studentexamen i Vänersborg 1934 samt studerade vid professor Carl Malmstens verkstadsskola 1935 och The London School of Interior Decoration 1936–1939. Hon praktiserade på Nordiska Kompaniets ritkontor 1935–1936, var anställd på avdelningen för möbler och inredning på nämnda varuhus 1939, av AB Svenska Möbelfabriken i Bodafors 1940 och av AB G.A. Berg 1942. Hon bedrev frilansverksamhet 1945 och från 1954 samt var anställd av Carl Cederholms firma Stil & Form i Stockholm 1951–1954.